# Götiska Förbundet
Götiska Förbundet (Der Gotische Bund) war eine Vereinigung von schwedischen Schriftstellern, die den Geist der nordischen Mythologie in der ersten Hälfte des 19. Jahrhunderts wiederbeleben wollten.
Die Anfänge des Bundes lagen in regelmäßigen Treffen einiger (ehemaliger) Kommilitonen, welche die „alten Nordländer“ feiern wollten. Bei diesen Treffen trugen sie Wikinger-Helme, tranken aus Hörnern und gaben sich alt-nordische Namen. Mit der Zeit entwickelte sich bei den Treffen der gemeinsame Gedanke, der skandinavischen Bevölkerung den Geist der Nordländer durch Gedichte und Erzählungen wieder näherzubringen. Aus dieser Idee heraus gründete die Gruppe im Jahre 1811 den sog. Gotischen Bund, Götiska Förbundet. Sie vermischten in ihren Gedichten altnordische mit keltischen, griechischen und römischen Elementen, wodurch sie die alte Welt des Nordens zum Gegenstand dichterischer Behandlung und historischer Forschung zu machen suchten.
Die wichtigsten Gründungsmitglieder (mit ihren nordischen Namen) waren:
- Jakob Adlerbeth (Rolf, 1785–1844)
- Erik Gustaf Geijer (Einar, 1783–1847), schwedischer Schriftsteller
- Esaias Tegnér (Bodwar Bjarke, 1782–1846), schwedischer Lyriker
- Pehr Henrik Ling (Bosi, 1776–1839), schwedischer Dichter und Autor

Erik Gustaf Geijer und Esaias Tegnér waren die Hauptautoren der Zeitschrift Iduna. Sie diente dem Bund als Sprachrohr für ihre Gedichte und Heldensagen. Vikingen (Wikinger) und Odalbonden (Freibauer), zwei der bekanntesten Gedichte von Geijer, wurden in der ersten Ausgabe der Zeitschrift abgedruckt. Neben unzähligen Gedichten, Sagen, Epen und Liedern soll auch der heute noch alltäglich in Schweden gebrauchte Gruß Hej! aus dem Gotischen Bund stammen. Die Gedanken und Ideen dieser Zeit wurden im Deutschen Kaiserreich und später zur Zeit des Nationalsozialismus wieder populär. Allerdings hatten die Mitglieder des Götiska Förbundet keine so extreme Einstellung zu ihren nordischen Wurzeln, wie sie zum Beispiel unter Hitler gelehrt wurde.
Als Jakob Adlerbeth, die treibende Kraft des Gotischen Bundes, im Jahre 1844 starb, wurde der Bund formell aufgelöst. Die über die Jahre hin gesammelten Bücher wurden der Kungliga Vitterhets Historie och Antikvitets Akademien (Königliche Akademie für Gelehrsamkeit, Geschichte und Antiquitäten) gespendet.
Es gibt einen zweiten Gotischen Bund, der im Gegensatz zum literarischen Bund heute noch besteht. Die Zielsetzung beider ist zwar ähnlich, sie haben aber nichts miteinander zu tun.